# Garðskagavegur
La Garðskagavegur (45) è una strada che segue la costa del promontorio Garðskagi di Garður, permettendo di visitare il faro di Garðskagaviti. Si stacca dalla Reykjanesbraut nei pressi di Keflavík e si connette alla Hafnavegur poco più a sud-ovest.